# Битва при Престоне (1648)
Битва при Престоне (англ. Preston; 17—19 августа 1648 года) — крупное сражение в эпоху Английской революции XVII века. Победа армии английского парламента во главе с Оливером Кромвелем над численно превосходящими войсками шотландских «ингейджеров» и английских роялистов завершила Вторую гражданскую войну в Англии и обеспечила торжество республиканцев.

## Военные действия перед сражением
Заключение в конце 1647 года союза между лидерами шотландских ковенантеров и королём Карлом I, известного под названием «Ингейджмент», открыло перед английскими роялистами возможности для новой попытки свержения правления парламента и «индепендентов». В начале 1648 года в Северной Англии вспыхнуло восстание роялистов, во главе которых встали Мармадьюк Лангдейл и Филип Мансгрейв. В конце апреля 1648 года восставшие захватили Берик и Карлайл. В Шотландии была сформирована крупная армия, которую возглавил Джеймс Гамильтон, 1-й герцог Гамильтон. 8 июля шотландские войска перешли границу с Англией и вступили в Камберленд.
Почти месяц шотландцы провели в северных графствах Англии, собирая разрозненные отряды роялистов и новые подкрепления из Шотландии и Ирландии. Против них действовала небольшая парламентская армия Джона Ламберта. Основные силы Оливера Кромвеля были заняты осадой Пембрука и Колчестера, где укрепились сторонники короля. В конце июля Гамильтон решил начать наступление на юг и двинулся через Ланкашир на соединение с отрядами роялистов, действующих в северном Уэльсе. Однако армия Кромвеля, захватив 11 июля Пемброк, опередила шотландцев и, пройдя быстрым маршем по северо-западной Англии, соединилась 12 августа с войсками Ламберта у Уэтерби, в Йоркшире.
Гамильтон не знал о прибытии армии Кромвеля, поэтому позволил части своей армии (ирландцам) остаться в северном Ланкашире, а кавалерию Джона Миддлтона отправил вперёд. Тем временем Кромвель перешёл Пеннинские горы и 17 августа у Престона атаковал роялистов.

## Положение сторон
Объединённая армия шотландских «ингейджеров» и английских роялистов была довольно внушительной, достигая 20—24 тысяч человек. В её рядах были ветераны ирландских кампаний и гражданской войны в Шотландии. Особенной силой отличалась кавалерия под командованием Джона Миддлтона. Однако в целом шотландские войска были плохо обучены и практически совсем не имели артиллерии. Моральный дух солдат был несколько подорван активной агитацией пресвитерианских проповедников против войны в интересах короля. Кроме того, лучшие шотландские полководцы того времени — граф Ливен и Дэвид Лесли — отказались принять участие в экспедиции. Во главе армии стоял герцог Гамильтон — крупный политик, но не имеющий опыта военачальник. Другие генералы, находящиеся в шотландской армии, (Уильям Бейли, Джон Урри) были знамениты только своими поражениями времен гражданской войны 1644—1646 гг. Более того, отсутствие признанного военного лидера привело к несогласованности действий различных шотландских офицеров, конфликтам между «ингейджерами» и роялистами и взаимному недоверию англичан и шотландцев.
Парламентская армия Оливера Кромвеля по численности в 2,5 — 3 раза уступала объединённым силам роялистов и «ингейджеров». Солдаты выдержали тяжелый переход из юго-западного Уэльса в Йоркшир, а затем через горы к Престону. Однако это была знаменитая «Армия нового образца», основанная на жесткой дисциплине, профессионализме и идеологическом единстве. Англичане были хорошо вооружены, однако также испытывали недостаток в артиллерии.
Первому о подходе парламентской армии стало известно корпусу Лангдейла, который прикрывал северо-восточные подходы к Престону. Однако Гамильтон решил, что это небольшой отряд, призванный отвлечь роялистов, поэтому вместе с основной армией он продолжил движение на юг, оставив Лангдейла оборонять Престон.

## Ход битвы
Утром 17 августа авангард парламентской армии атаковал корпус Лангдейла. Несмотря на упорное сопротивление, роялисты были смяты и бежали в Престон, где вскоре сдались на милость Кромвелю. Тем временем Гамильтон осознал, что его армия находится под угрозой атаки с тыла, однако не пришёл на помощь Лангдейлу, продолжив быстрое движение на юг и, перейдя через реку Риббл, укрепился на холме Уолтон-Холл. Для обороны моста через Риббл был оставлен небольшой отряд мушкетёров, также было спешно послано за кавалерией Миддлтона, ушедшей далеко вперёд.
Захватив Престон, Кромвель повернул свои войска вслед уходящей армии Гамильтона. Два часа потребовалось англичанам, чтобы захватить мост через Риббл. К вечеру английские войска подошли к подножью холма Уолтон-Холл, на котором укрепились шотландцы, и разбили лагерь на ночлег. Ночью, несмотря на ветер и жестокий ливень, Гамильтон решил отступить на соединение с кавалерией Миддлтона. Ему удалось увести свои войска втайне от англичан, однако он выбрал не ту дорогу, и в результате пехота Гамильтона и конница Миддлтона потеряли друг друга. Тем временем возвращавшийся кавалерийский отряд Миддлтона наткнулся на авангард английской армии и, после небольшого сражения, был вынужден отступить, понеся тяжелые потери.
18 августа, оставив значительную часть своих войск в Престоне, Кромвель двинул основные силы на преследование шотландцев. Армия Гамильтона ещё сохраняла численное превосходство: против 5,5 тысяч англичан у него было около 10 тысяч солдат. Однако роялисты были истощены и полностью деморализованы. Наконец соединившись с остатками отряда Миддлтона, герцог Гамильтон быстрым маршем двигался на юг, надеясь на помощь роялистов Северного Уэльса. 19 августа шотландцы заняли укреплённую позицию у Уоррингтона, однако были немедленно атакованы Кромвелем и после тяжелых боёв были полностью смяты. Гамильтон, Лангдейл и Миддлтон с остатками кавалерии бежали с поля битвы, приказав Уильяму Бейли, командиру пехоты, капитулировать.
25 августа Гамильтон, Лангдейл и Миддлтон были пленены английской армией. Вскоре войска Кромвеля захватили последние оплоты роялистов — Колчестер, Карлайл и Понтефракт.

## Значение сражения при Престоне
Разгром роялистов означал завершение Второй гражданской войны и позволил Оливеру Кромвелю и индепендентам укрепить свою власть в Англии. Парламент был разогнан, а 30 января 1649 года был казнён король Карл I. В Англии установилась республика.
В Шотландии поражение армии Гамильтона означало крах правления «ингейджеров» и переход власти к религиозным экстремистам. Страна была ослаблена, что вскоре позволило Кромвелю завоевать Шотландию.